# Алимов, Юрий Борисович
Ю́рий Бори́сович Али́мов (9 сентября 1952, Омск — 9 мая 2008, Салават, Башкортостан) — бывший глава администрации города Салавата, Башкортостан.

## Биография
Алимов Юрий Борисович родился 09 сентября 1952 года в городе Омске.
В 1969 поступил учиться в Пензенский инженерно-строительный институт и в 1974 году его закончил. По специальности — инженер-строитель. С 1974 по 1978 год работал мастером цеха, старшим технологом, начальником цеха, главным инженером, директор Салаватского ЖБЗ; С 1988 по 1998 годы — зам. генерального директора, генеральный директор ГП «Башстройконструкция». С 1998 по 1999 годы — зам. министра строительства и жилищной политики республики Башкортостан.
В 1998 году он стал председателем совета директоров ОАО «Башстром», расположенного в г. Уфа., с 1999 по 2000г — первый заместитель министра строительства и жилищной политики Республики Башкортостан, с 2000 по 2002 — первый заместитель министра строительства, архитектуры и дорожного комплекса Башкортостана/
Алимов Ю. Б. с 2002 по 2004 годы — работал главой администрации г. Салавата, одновременно в 2004 году избран в совет директоров ОАО «Салаватстекло».
Скончался 09.05.2008г в Уфе.

## Награды и звания
За заслуги в области строительства и многолетний добросовестный труд присвоить почетное звание «Заслуженный строитель Российской Федерации»

## Деятельность на посту главы администрации
Во время работы Алимова в Салавате продолжалось жилищное строительство в городе.
Развитие получили малые и средние предприятия. В 2003 году в Салавате было 662 предприятия торговли, 128 крупных и средних предприятий в сфере услуг.
Объем платных услуг по итогам 2004 года составил около 1,378 миллиарда рублей